# Cirque Mountain
Cirque Mountain är ett berg i Kanada.   Det ligger i provinsen Newfoundland och Labrador, i den östra delen av landet, 1 700 km nordost om huvudstaden Ottawa. Toppen på Cirque Mountain är 1 568 meter över havet, eller 831 meter över den omgivande terrängen. Bredden vid basen är 15,3 km. Cirque Mountain ingår i Torngat Mountains.
Terrängen runt Cirque Mountain är bergig norrut, men söderut är den kuperad.Trakten runt Cirque Mountain är nära nog obefolkad, med mindre än två invånare per kvadratkilometer.. Det finns inga samhällen i närheten.
Omgivningarna runt Cirque Mountain är i huvudsak ett öppet busklandskap.